# Палинудо Стаљио (Козенца)
Палинудо Стаљио је насеље у Италији у округу Козенца, региону Калабрија.
Према процени из 2011. у насељу је живело 227 становника. Насеље се налази на надморској висини од 863 м.